# 王清福

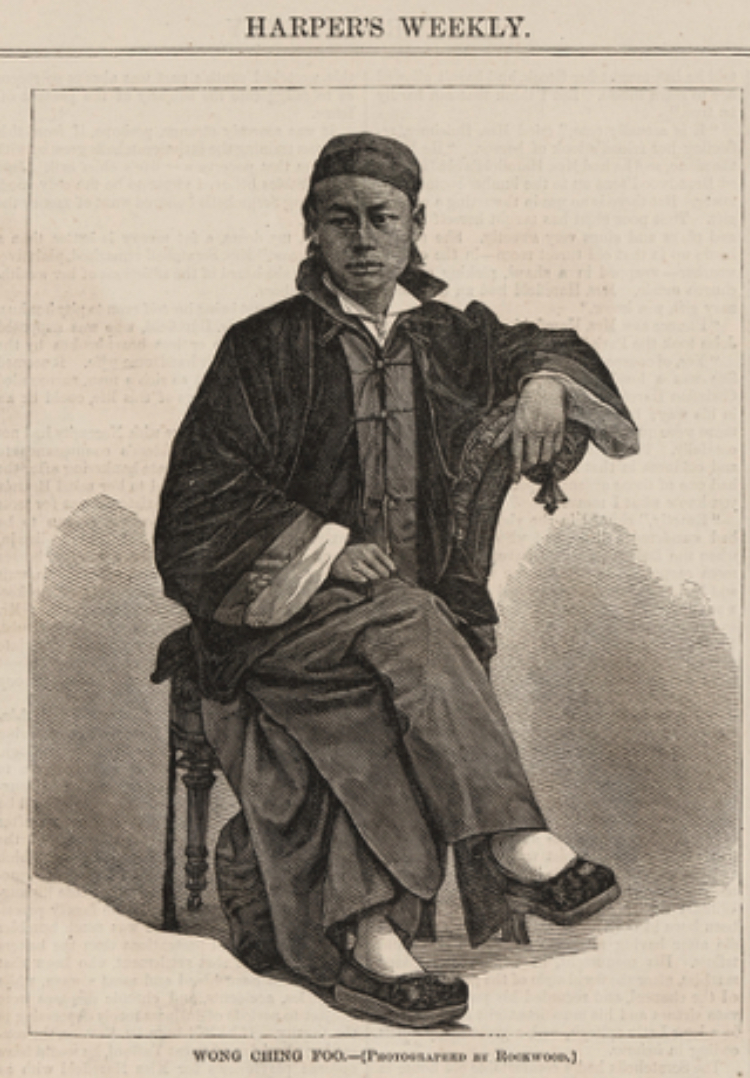
王清福

王清福（1847年—1898年），男，山東省即墨城市（今屬青島市）人，美國華裔民權運動領袖、記者、演說家和作家。1873年，王清福作為第一批獲得美國國籍的華人，在當時美國排華的形勢下，他致力於為美國華人爭取平等權利，同時支持通過革命推翻腐敗的滿清政府。現在的美國華人將王清福視作是華人的「馬丁·路德·金博士」，因為王清福在那個困難的時代為了維護美國華人的尊嚴和榮譽做出了極大的努力和巨大的犧牲。

## 生平
王清福於1847年出生在一個富庶山东民系家庭，其父王方中是一個不善治家的懦弱紈絝子弟。覬覦其家產的族人，借其一小妾自殺生事，將其家財剝奪淨盡，王方中遂偕子乞討，流落輾轉至蓬萊。1861年，他被一對傳教士夫婦收養，並且接受洗禮加入了浸信會，而後在1867年來到美國。接下來的1869-70年的幾年間，他先後在華盛頓的一個學校上預科，而後就讀於賓夕法尼亞州劉易斯堡的劉易斯堡大學（現在的巴克內爾大學）。
王清福遊歷於美國的許多城市，研究社會團體結構並於之後的1870年返回大清。「他個人認為以後都不會再回到美國了。如果真的回美國，也是非常意外的。」1871年，王清福娶了他的妻子劉雨山，她當時是登州伊麗莎朱厄特哈特韋爾傳教士學校的學生。而後王清福更名為王彥平。他在上海的朝廷海關總稅務司工作過很短的一段時間，並在被解僱後去了鎮江當地海關司做翻譯員。王清福在大清工作的這一段時間裡被上海浸信會教堂逐出了教會。
王清福在閒暇時間裡致力於建立一個提高人們精神層次和道德水平的組織，以提倡政治改革及改善社會和經濟狀況。他提倡嘗試和吸收西方文化，同時王清福也倡導人們抵制鴉片，而且王清福還和一些地下反清政府的活動有關聯。其中為人所知的就是鎮江事件：他利用在海關的工作便利組織了一次走私外國人和武器的活動。他當時聲稱「要推翻這個腐敗的清政府」。他的反清政府活動最終被清政府發現，清政府當時懸賞他的項上人頭，王清福也因此拋棄妻子逃離中國。他於1873年逃到日本，通過日本返回到美國，並於1874年成為了美國公民。在美國，他大部分時間在中西部和東部進行遊歷和演講。
1898年，他為了和家人重聚離開美國返回中國。在香港，他嘗試申請了美國護照，但很快被美國國務院下令取消作廢。之後他去了山東老家，在威海死於心臟衰竭。

## 民權運動

### 人權
王清福創建了美國首個美國華人投票者的協會，華人平等權利聯盟以對抗美國1892年的排華浪潮。王清福「明確地抓住了政治壓力和聯合聯盟的重要性」。他組織了一批在華的美國人，他們的想法往往很難傳達到美國國會。王清福以華人平等權利聯盟的名義給華北先驅者（一個在華美國人的報社）報寄去了一封信，給國會委員會施加了更多的壓力。1893年1月26日，王清福在美國國會委員會面前以華人平等權利聯盟主席的身份作證。剛開始王清福在維護和證明華人是守法的，富裕的和行為良好的人方面表現良好，卻在後面的問答環節失敗了，該環節是由委員會成員包括吉爾利法案的發起人吉爾利本人提問的。儘管王清福沒有贏得在國會的辯證，但是他的努力卻對他的初衷起到了積極的作用。在聽證會過後三個月，美國財政部長約翰·G·卡萊爾批准並修改了關於強制實行吉爾利法案的規章。

### 文化倡導
1883年王清福在紐約創辦了一家叫做美國華人的周報。他在包括北美年鑑和肖托夸等期刊上發表了一篇文章：當時有一個遊客指控紐約華埠內的一家雜貨店出售貓肉和鼠肉，王清福立刻提出若任何人能證明華人吃貓肉和鼠肉就給他500美元的獎金，但是沒人能證明。這次事件刺激到了王清福使他為布魯克林鷹報寫了一篇關於華人飲食的文章，這篇文章充分詳細地描述了被人認為是華人國菜的「炒雜燴」（在美國一般人們不稱它為炒雜燴）。
1887年他發表的「為什麼我是異教徒？」解釋了他拋棄基督教轉投華人民間信仰的原因；同年這篇文章激發了他的另一名華人移民同胞閆福禮，一位虔誠的基督徒，寫了一篇名為「為什麼我不是異教徒」的文章。
王清福多次公開對抗一名叫丹尼斯·卡尼的反華活動者。王清福向他下了決鬥戰書，並給了卡尼幾個作為決鬥武器的選擇：筷子，愛爾蘭土豆或者克虜伯手槍。王清福也是孫中山革命宣言的支持者。